# 빗추타카하시역
빗추타카하시역(일본어: 備中高梁駅)은 일본 오카야마현 다카하시시에 위치한 서일본 여객철도 하쿠비 선의 철도역이다. 단선 · 섬식의 형태를 합친 2면 3선 구조의 복합 승강장을 갖춘 지상역이다.

## 타는 곳
| 1 | ■ 하쿠비 선 | 상행 | 구라시키 · 오카야마 방면 | 특급 포함                 |
| 2 | ■ 하쿠비 선 | 상행 | 구라시키 · 오카야마 방면 | 당 역 시발의 보통 열차    |
| 2 | ■ 하쿠비 선 | 하행 | 니미 · 요나고 방면       | 특급을 대피하는 보통 열차 |
| 3 | ■ 하쿠비 선 | 하행 | 니미 · 요나고 방면       | 특급 포함                 |

## 이용 현황
| 승차 인원 | 승차 인원 |
| 연도      | 1일 평균  |
| --------- | --------- |
| 1999      | 2,775     |
| 2000      | 2,774     |
| 2001      | 2,741     |
| 2002      | 2,680     |
| 2003      | 2,730     |
| 2004      | 2,658     |
| 2005      | 2,679     |
| 2006      | 2,632     |
| 2007      | 2,505     |
| 2008      | 2,309     |
| 2009      | 2,160     |
| 2010      | 2,061     |
| 2011      | 2,059     |

## 역 주변
- 다카하시 시청
- 다카하시 종합 문화회관
- 기비국제대학
- 기비국제대학 단기대학부
- 국도 제180호선
- 국도 제313호선
- 국도 제484호선

## 인접 역
| 서일본 여객철도 하쿠비 선 | 서일본 여객철도 하쿠비 선 | 서일본 여객철도 하쿠비 선     |
| ------------------------- | ------------------------- | ----------------------------- |
| 빗추히로세 오카야마 방면  | ■ 하쿠비 선               | 기노야마 니미·호키다이센 방면 |